# Breaux Bridge
Breaux Bridge is een plaats (city) in de Amerikaanse staat Louisiana, en valt bestuurlijk gezien onder St. Martin Parish.

## Demografie
Bij de volkstelling in 2000 werd het aantal inwoners vastgesteld op 7281.
In 2006 is het aantal inwoners door het United States Census Bureau geschat op 8001, een stijging van 720 (9,9%). In 2010 werd een verdere stijging vastgesteld: 8.139 inwoners.

## Geografie
Volgens het United States Census Bureau beslaat de plaats een oppervlakte van
17,3 km², waarvan 17,0 km² land en 0,3 km² water. Breaux Bridge ligt op ongeveer 6 m boven zeeniveau.

## Plaatsen in de nabije omgeving
De onderstaande figuur toont nabijgelegen plaatsen in een straal van 16 km rond Breaux Bridge.

## Geboren in Breaux Bridge
- Branford Marsalis (1960), jazz- en klassieke saxofonist